# Incendio de autobús en Kazajistán
El 18 de enero de 2018, un autobús se incendió en la carretera Samara-Shymkent en el distrito de Yrgyz, Aktobe, Kazajistán. El incendio mató a 52 pasajeros, con cinco personas escapando, incluidos los conductores.
El incendio ocurrió aproximadamente a las 10:30 a. m. (UTC + 5:00) ya que el autobús transportaba trabajadores migrantes uzbekos a Kazán en Rusia. Todos los difuntos eran uzbekos; los sobrevivientes eran pasajeros uzbekos y los conductores kazajos. Se informó que una puerta lateral estaba bloqueada, impidiendo la salida del vehículo.
Uzbekistán despachó al personal del Ministerio de Asuntos Exteriores y de Emergencia a la escena, y anunció que repatriarían los cuerpos de los fallecidos con pruebas de ADN utilizadas para la identificación. El presidente kazajo, Nursultan Nazarbayev, envió un telegrama de condolencias al presidente uzbeko Shavkat Mirziyoyev. Las condolencias también fueron expresadas por los presidentes de Tayikistán, Georgia, Azerbaiyán, Bielorrusia y Turkmenistán y el Rey Abdullah II de Jordania.
Más tarde el día del incendio, el Ministerio de Inversiones y Desarrollo de Kazajistán declaró que el autobús era un Setra de 29 años con un certificado de seguridad técnico caducado y sin licencia para transportar pasajeros, pero se negó a comentar sobre la causa inmediata. El Departamento regional de Situaciones de Emergencia declaró que un mal funcionamiento eléctrico se estaba tratando como una teoría inicial. Tanto Kazajistán como Uzbekistán iniciaron investigaciones sobre el incidente. Mirziyoev creó una comisión especial uzbeka encabezada por el primer ministro Abdulla Aripov con un enfoque inicial en posibles violaciones de las normas de tránsito. Las autoridades de Kazajistán establecieron una investigación penal especial.
El 19 de enero, los investigadores emitieron una declaración basada en el testimonio de los sobrevivientes, que afirmaba que una olla de fuego abierta utilizada como un dispositivo de calefacción se consideraba la fuente probable del encendido, ya que el autobús no tenía un calentador funcional. El autobús transportaba contenedores de gasolina debido a la ausencia de estaciones de servicio en la carretera larga y remota, una de las cuales fue aparentemente derribada cerca de la llama abierta que resultó en el incendio.
Una lista preliminar de las víctimas liberadas por el Ministerio de Situaciones de Emergencia de Uzbekistán, publicada el 19 de enero, enumeraba 29 víctimas identificadas, así como los dos sobrevivientes uzbekos, todos hombres de la región de Namangan.